# Johann Gabriel Doppelmayr
Pour les articles homonymes, voir Doppelmayr (homonymie).
Johann Gabriel Doppelmayr, né 27 septembre 1677 et mort le 1er décembre 1750, est un mathématicien, astronome et cartographe allemand.

## Vie professionnelle et publications
Il naît à Nuremberg, fils du marchand Johann Siegmund Doppelmayr. Il entre à l'Aegidien-Gymnasium de Nuremberg en 1689, puis à l'université d'Altdorf en 1696. Ses études comprennent les mathématiques, la physique et la jurisprudence. Plus tard, il poursuit ses études à Halle et obtient son diplôme en 1698 avec une thèse sur le Soleil.

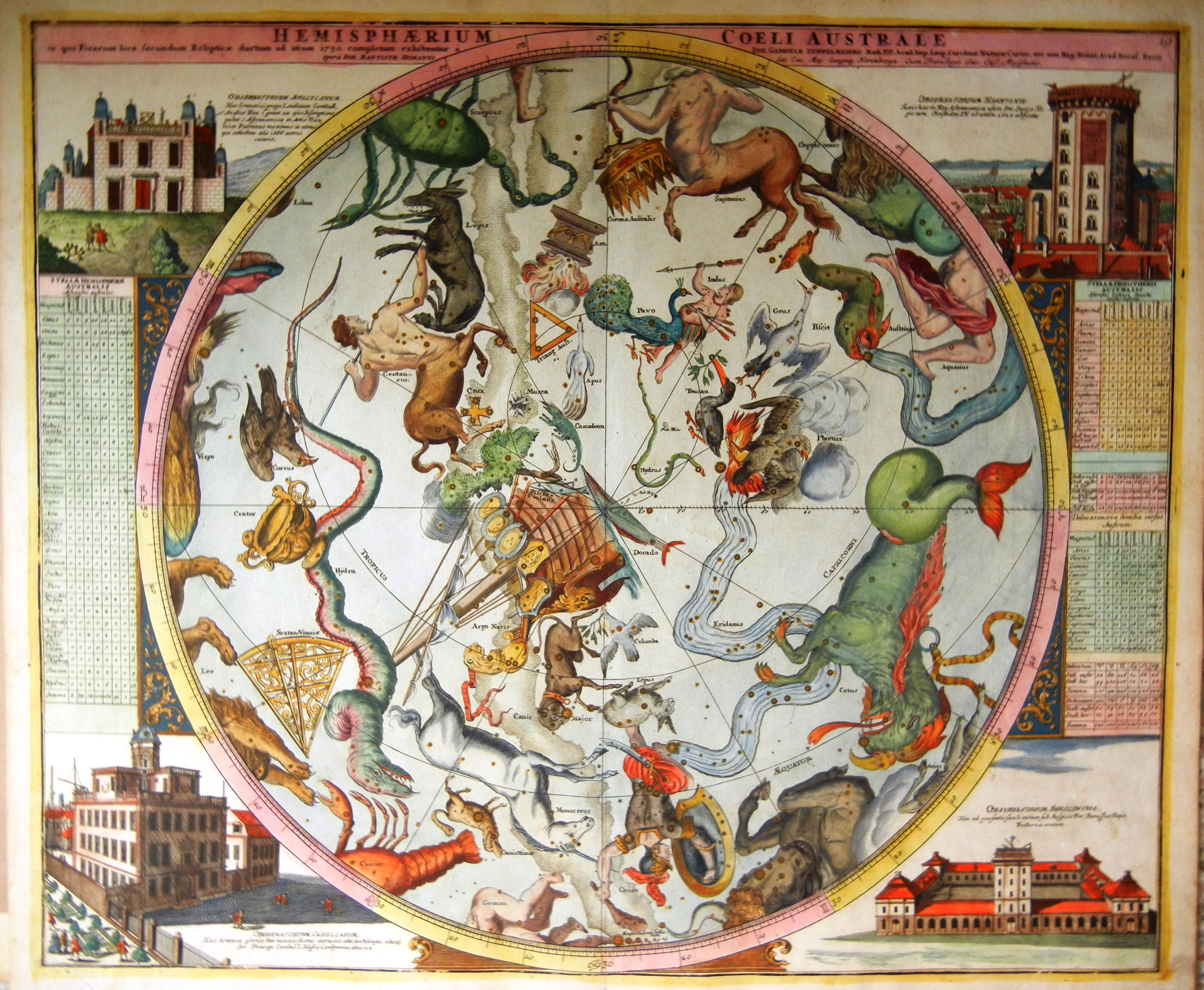
Carte céleste de l'hémisphère sud de Doppelmayr, publiée dans Atlas Coelestis in quo Mundus Spectabilis..., ornée de vignettes des observatoires astronomiques de Greenwich, Copenhague, Cassel et Berlin.

Pendant ses études à l'université de Halle, il apprend également le français et l'italien. Après avoir abandonné ses études de droit, il passe ensuite deux ans à voyager et à étudier en Allemagne, en Hollande et en Angleterre, passant du temps à Utrecht, Leiden, Oxford et Londres. Il continue à étudier l'astronomie et apprend à meuler ses propres lentilles de télescope.
Il est professeur de mathématiques à l'Aegidien-Gymnasium de 1704 jusqu'à sa mort. Il n'est connu pour aucune découverte majeure, mais il a publié plusieurs ouvrages de nature scientifique. Ses publications couvrent des sujets sur les mathématiques et l'astronomie, y compris les cadrans solaires, la trigonométrie sphérique, ainsi que les cartes et globes célestes. L'un de ses ouvrages comprend également des informations biographiques utiles sur plusieurs centaines de mathématiciens et de fabricants d'instruments de Nuremberg.
Doppelmayr développe une relation étroite avec le frère dominicain et cartographe Johann Batist Homann, fondateur d'une célèbre maison d'édition cartographique. Au début des années 1700, Doppelmayr prépare un certain nombre de planches astronomiques qui apparaissent dans les atlas de Homann. Elles sont rassemblées en 1742  et publiées sous le nom d'Atlas Coelestis in quo Mundus Spectabilis... L'atlas contient 30 planches, dont 20 traitaient de thèmes astronomiques et de développement historique, y compris les systèmes cosmologiques de Copernic et Tycho Brahe, une illustration du mouvement planétaire et du Système solaire, et un détail de la surface de la Lune d'après des observations télescopiques. Les dix plaques restantes sont de véritables cartes stellaires, y compris des hémisphères centrés sur les pôles équatoriaux. Deux autres plaques sont des hémisphères centrés sur les pôles écliptiques avec une orientation externe.

## Vie privée
Doppelmayr épouse Susanna Maria Kellner en 1716. Le couple a quatre enfants dont un a survécu. Doppelmayr devient membre de plusieurs sociétés scientifiques, notamment l'Académie de Berlin, la Royal Society en 1733 et l'Académie des sciences de Saint-Pétersbourg en 1740.

## Publications

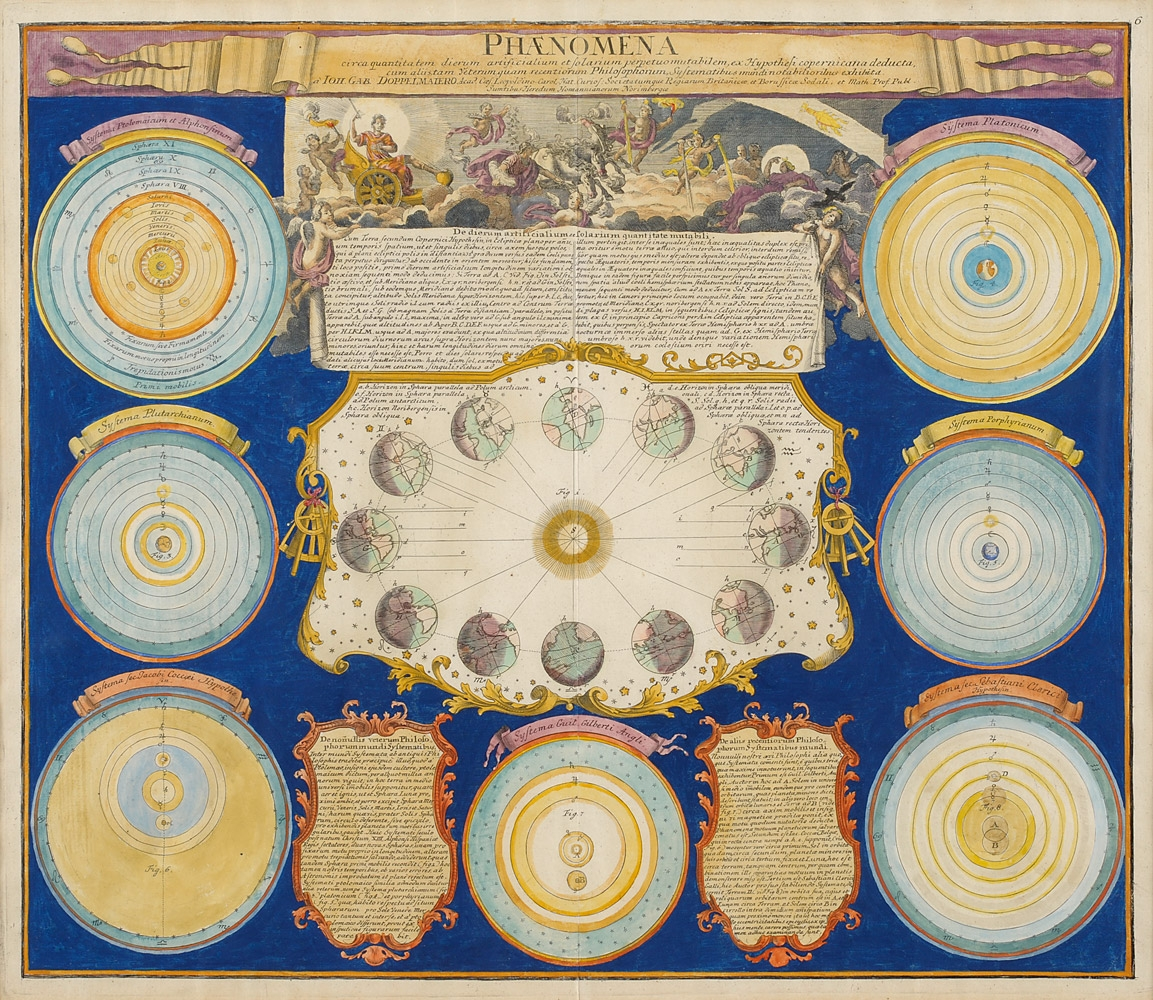
PHÆNOMENA, planche extraite de lAtlas Coelestis, 1742.

- Einleitung zur Geographie [Introduction à la géographie]. Nuremberg 1740 ([texte numérisé]).
- Historische Nachricht Von den Nürnbergischen Mathematicis und Künstlern. [Nouvelles historiques des mathématiciens et artistes de Nuremberg]. Nuremberg 1730.
- Phaenomena neu-entdeckte von bewunderns-würdigen Würckungen der Natur, welche bey zu der fast allen Cörpern electrischen Krafft und das dabey in der Dunkelheit mehrentheils erscheinen einige berühmte Mitglieder der preisswürdigen köngl. engl. Societaet der Wissenschafften vornmlich. Nurnberg 1744 (Texte numérisé).
- Atlas Coelestis in quo Mundus Spectabilis. Fac-similé de l'édition de Nuremberg de 1742 en 30 planches à double page. Albireo Verlag, Cologne 2014,  (ISBN 978-3-9816040-1-6).

## Postérité
Le cratère Doppelmayer sur la Lune est nommé en son honneur par Johann Hieronymus Schröter en 1791. La planète mineure 12622 Doppelmayr est également nommée en son honneur.